# Les Piles
Les Piles (spanisch Las Pilas) ist eine Gemeinde (Municipio) mit 229 Einwohnern (Stand: 2024) im Südosten Kataloniens in Spanien. Die Gemeinde gehört zur Comarca Conca de Barberà. Neben dem Hauptort Les Piles besteht die Gemeinde aus den Ortschaften Biure de Gaià, Guialmons und Sant Gallard.

## Lage
Les Piles liegt 40 Kilometer nordnordöstlich von Tarragona in einer durchschnittlichen Höhe von ca. 675 m. 

## Bevölkerungsentwicklung
| Jahr      | 1970 | 1981 | 1991 | 2001 | 2011 | 2021 |
| --------- | ---- | ---- | ---- | ---- | ---- | ---- |
| Einwohner | 173  | 125  | 134  | 185  | 219  | 218  |

## Sehenswürdigkeiten

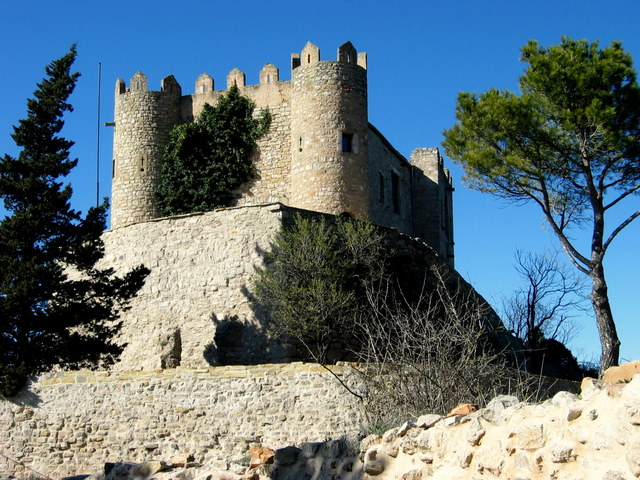
Burganlage von Biure
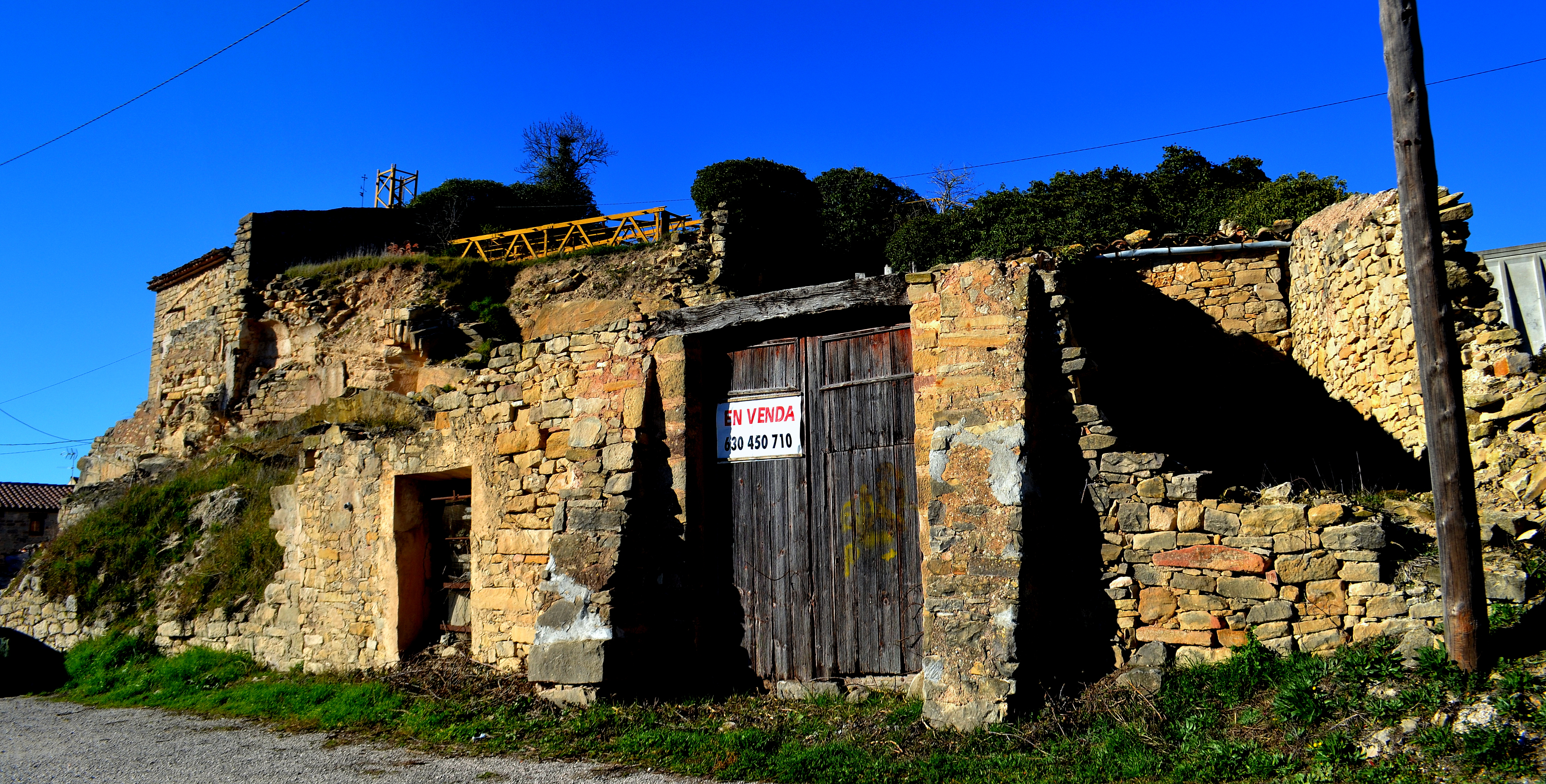
Burgreste von Guialmons
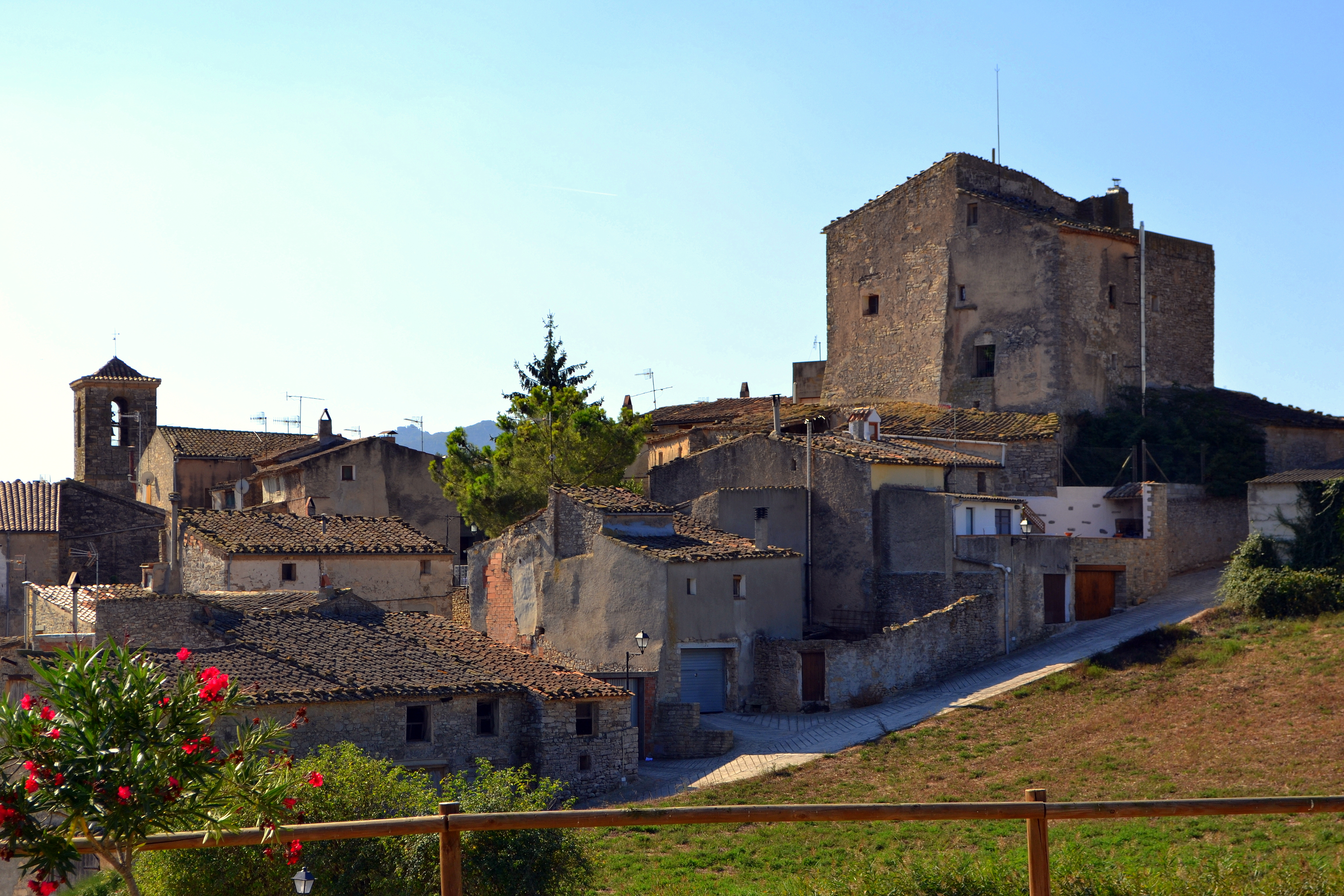
Burganlage von Les Piles
- Johanniskirche in Biure de Gaià
- Marienkirche von Guialmons
- Martinskirche von Les Piles
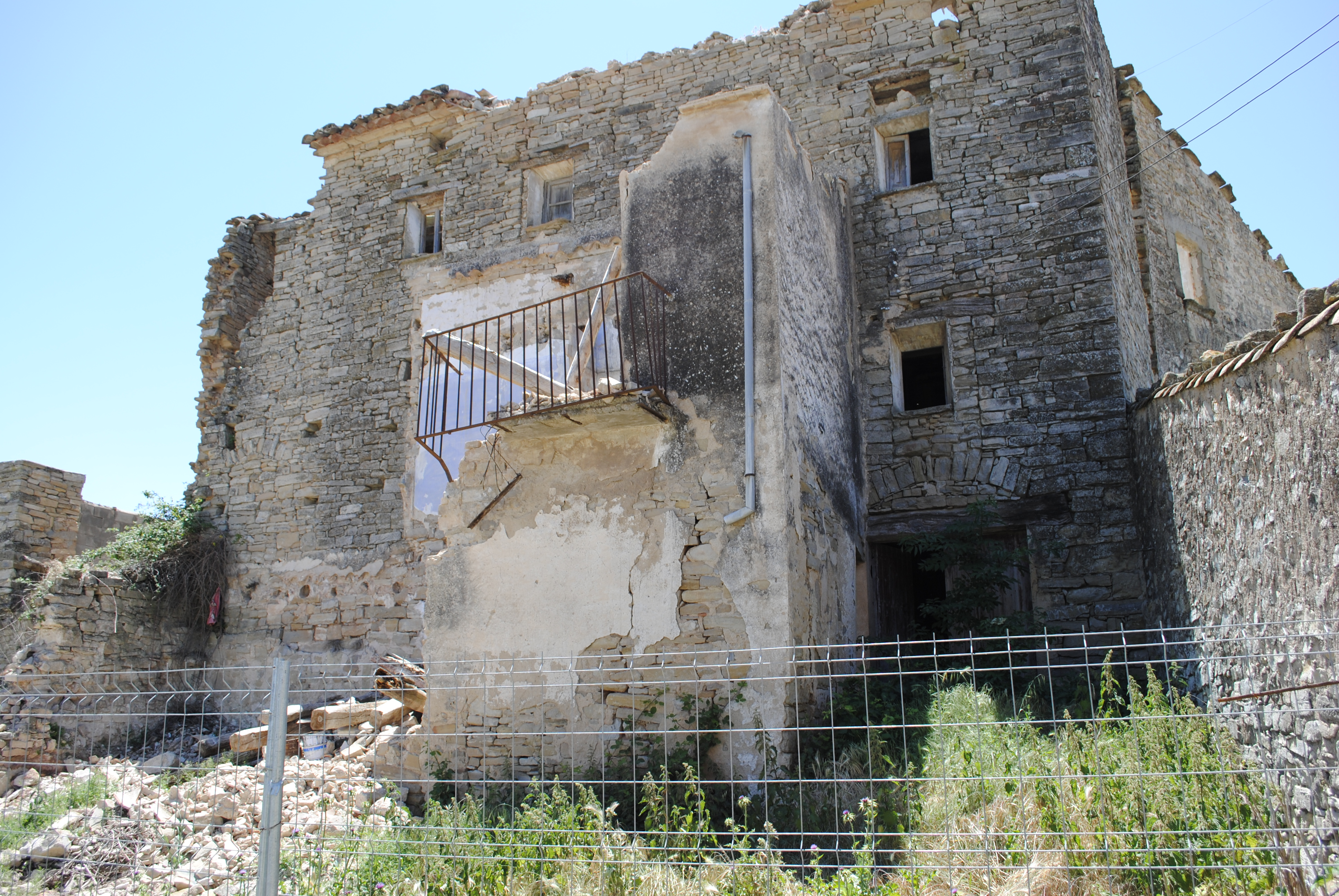
Kirche von Sant Gallard
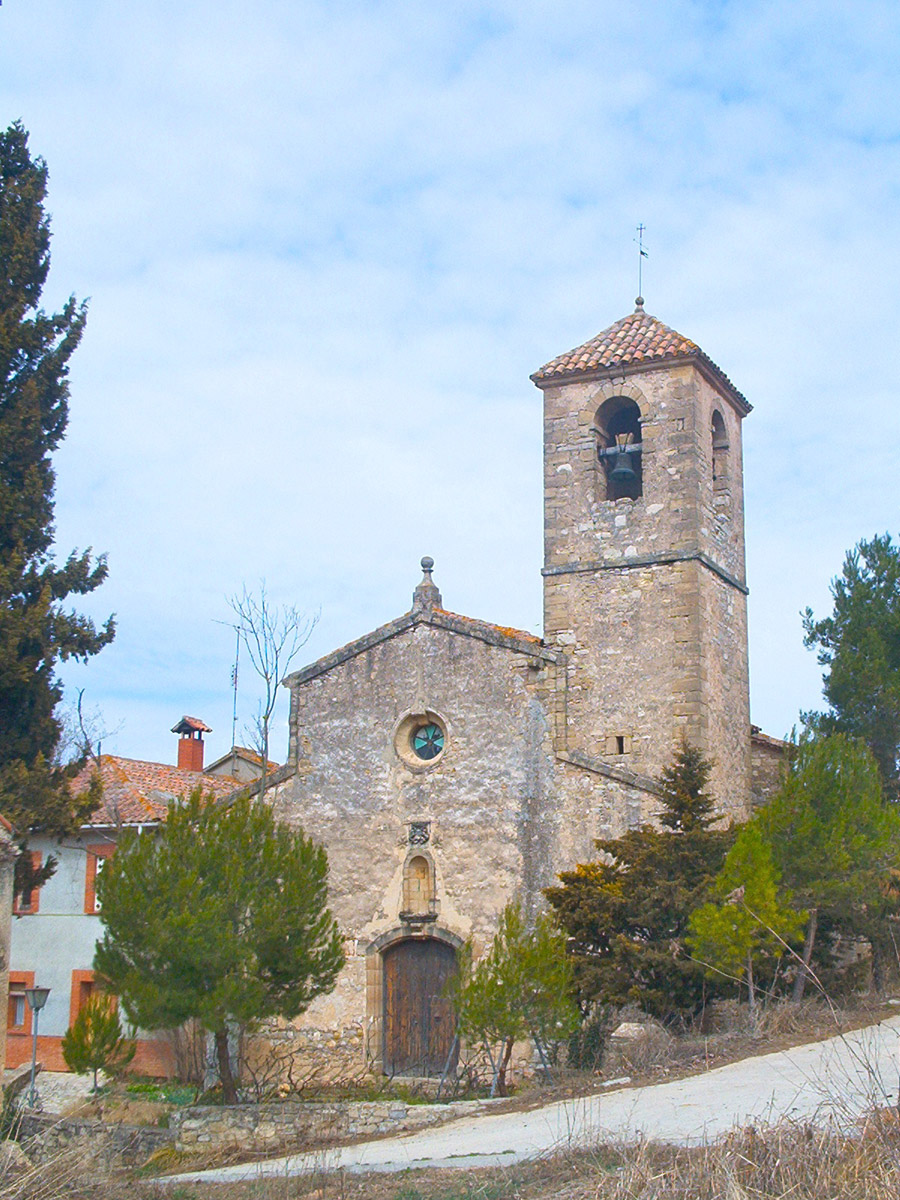
Johanniskirche
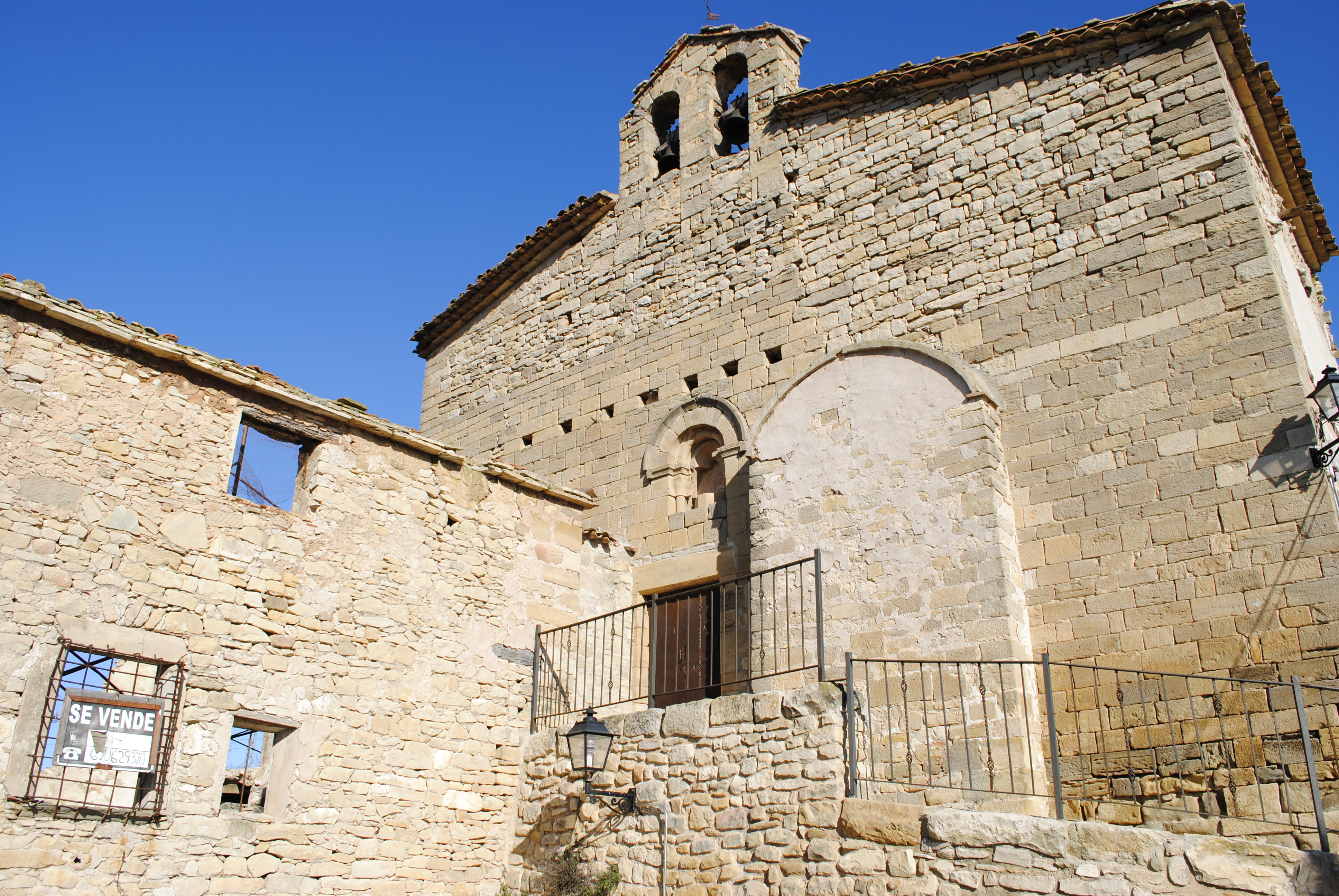
Marienkirche
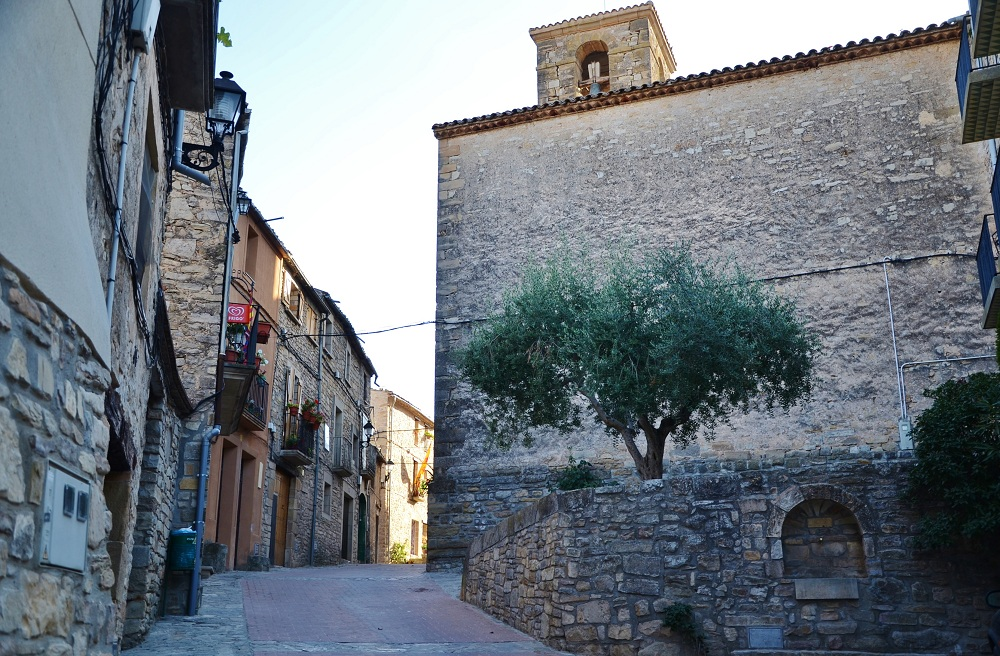
Martinskirche
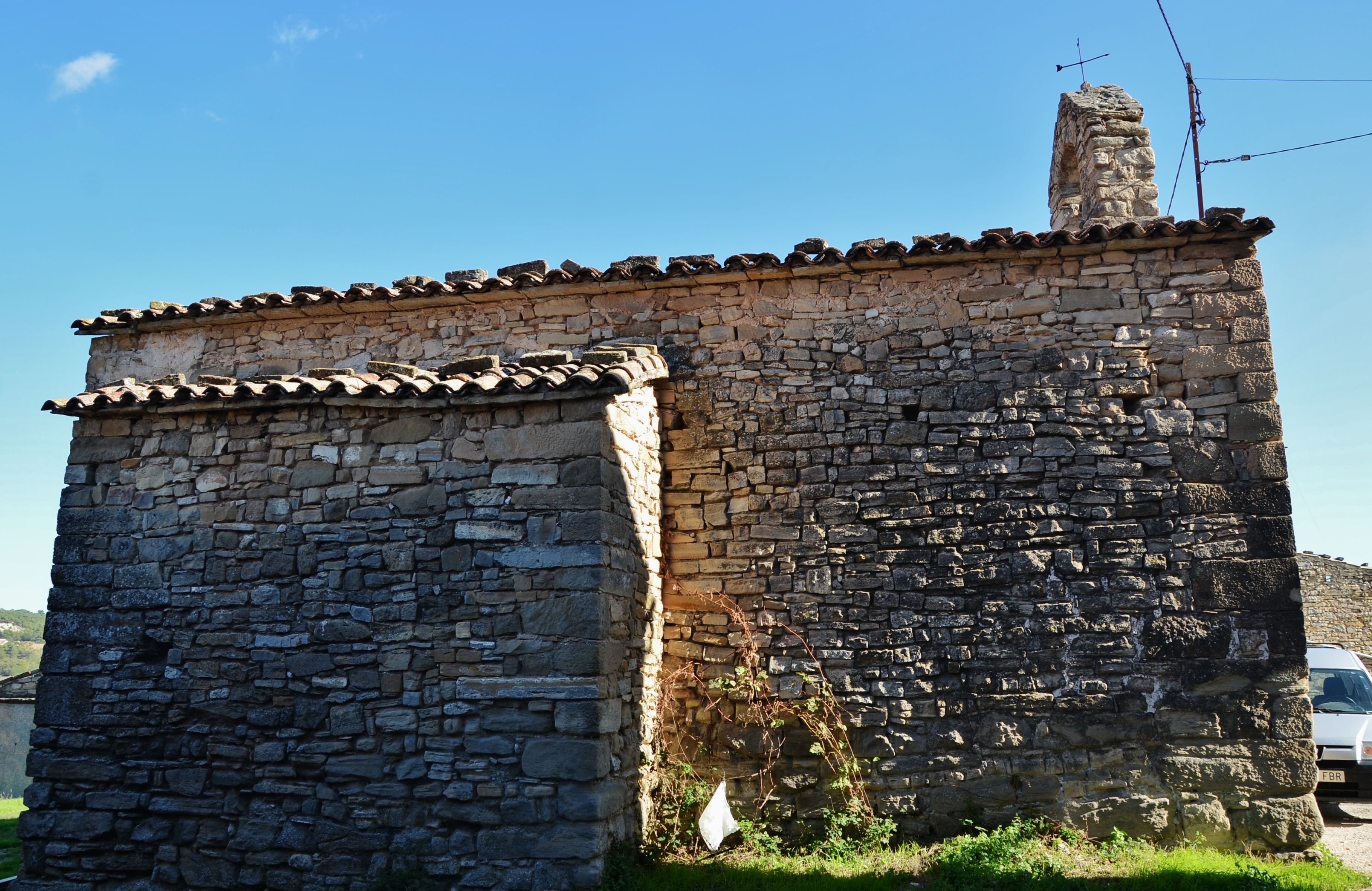
Kirche von Sant Gallard
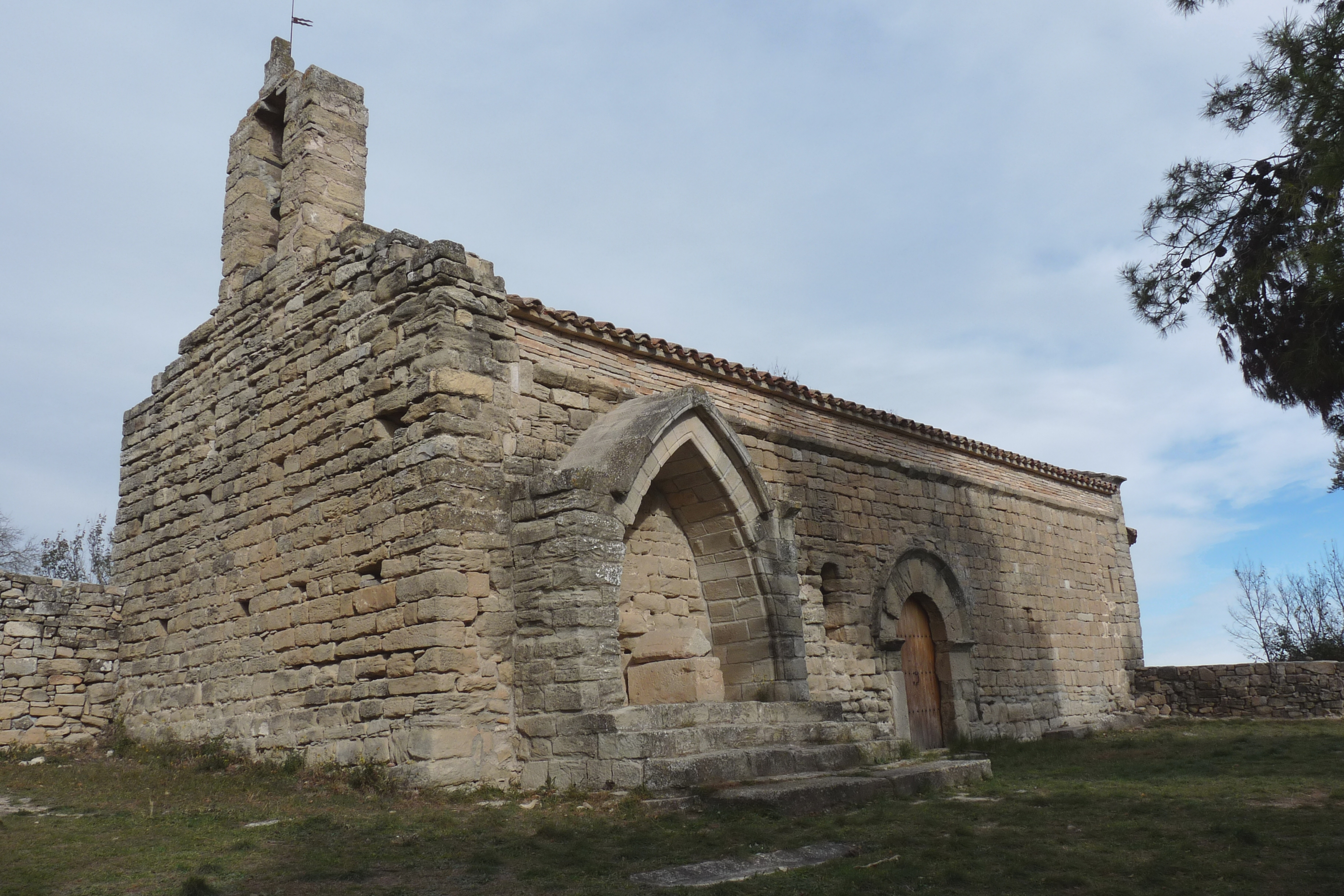
Salvatorkapelle
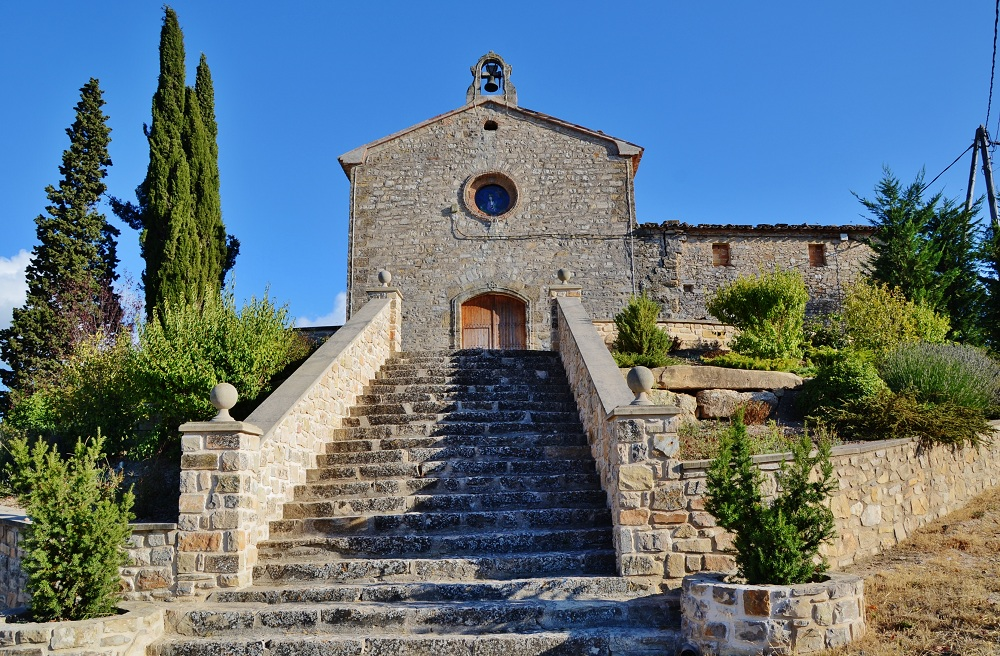
Eugenienkapelle

- Burganlage von Biure
- Burgreste von Guialmons
- Burganlage von Les Piles
- Burganlage von Sant Gallard
- Johanniskirche
- Marienkirche
- Martinskirche
- Kirche von Sant Gallard
- Salvatorkapelle
- Eugenienkapelle